# Zehnsberg (Höhenzug)

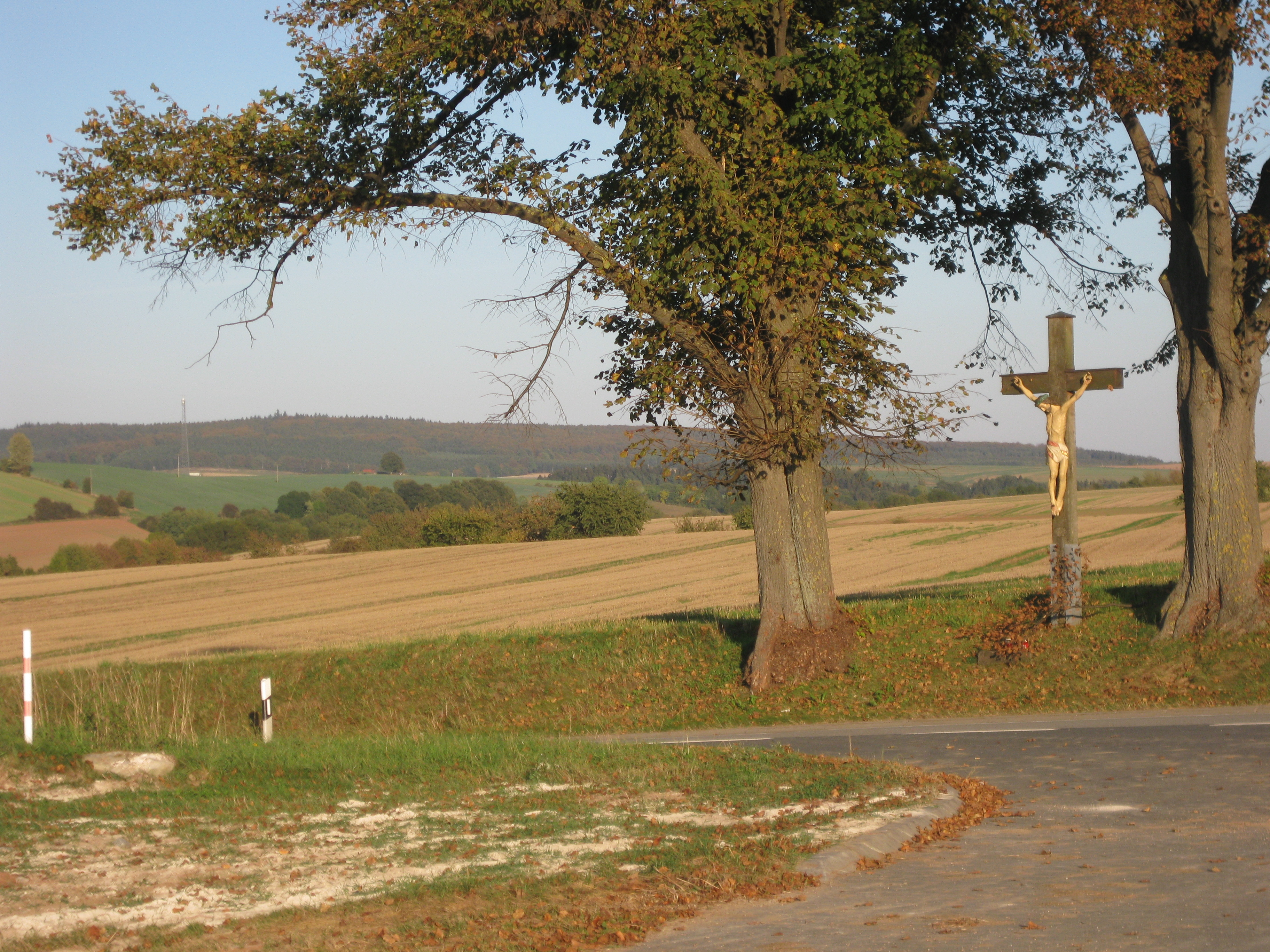
Eichsfelder Hügelland mit dem bewaldeten Kessenberg im Hintergrund

Der Zehnsberg ist ein bis 434,5 m ü. NN hoher Höhenzug im Landkreis Eichsfeld in Nordwestthüringen und einem minimalen Anteil im Landkreis Göttingen in Südniedersachsen (Deutschland).

## Geographie

### Lage
Der in Nordwest-Südost-Richtung verlaufende Höhenzug ist etwa 12 Kilometer lang und maximal sechs Kilometer breit. Er befindet sich mitten im Eichsfeld zwischen den Quellgebieten von Leine und Hahle im Stadtgebiet von Leinefelde-Worbis im Südosten, sowie der niedersächsischen Landesgrenze bei Etzenborn im Nordwesten. Die Landesgrenze bildete nach 1952 die ehemalige Innerdeutsche Grenze, welche heute Teil des Grünen Bandes Deutschlands ist. Die Kreisstadt Heilbad Heiligenstadt liegt etwa sieben Kilometer in südwestlicher Richtung.
Namentlich genannt wird der gesamte Höhenzug allerdings nur in wenigen topographischen Karten, abgeleitet wurde er vermutlich von dem zentral gelegenen Zehnsberg.
Der gesamte Höhenzug bildet die Wasserscheide zwischen der Hahle (im Norden) und der Leine (im Süden). Im Westen bildet er die Wasserscheide zwischen Leine und Garte und deren Zufluss des Glasehäuser Baches. Über diese Wasserscheide (Höhenzug) verläuft gleichzeitig die Benrather Linie, welche den niederdeutschen vom mitteldeutschen Dialekt trennt. Das bedeutet, dass die Dörfer der Nordseite Niederdeutsch (Ostfälisch) auf der Südseite Mitteldeutsch, hier ein Eichsfelder Mischdialekt sprechen, welcher sowohl etwas vom niederdeutschen, als auch nordthüringischen und nordhessischen Mundarten beeinflusst ist, und somit eigene Merkmale hat. Die Benrather Linie selbst ist die isoglosse "maken/machen". Somit trennt dieser Höhenzug auch das Untereichsfeld vom Obereichsfeld.
Die umliegenden Ortschaften sind.
- Einzugsgebiet Garte (Nordwesten): Glasehausen;
- Einzugsgebiet Hahle (Nordhang): Etzenborn, Neuendorf, Bleckenrode, Berlingerode, Hundeshagen, Wintzingerode, Worbis (Wasserscheide Hahle/Wipper);
- Einzugsbereich Leine (Südhang): Breitenbach, Leinefelde, Beuren, Wingerode, Steinbach, Reinholterode, Günterode.

### Berge
Zu den Bergen gehören mit Höhe in Meter über Normalnull (NN) (ohne besonderen Angaben Landkreis Eichsfeld):
- Kessenberg (434,5 m), nordwestlich von Leinefelde
- Zinkspitze (431,6 m), westlich von Worbis
- Zehnsberg (413,4 m), südlich von Hundeshagen
- Kalter Lindenberg (413,2 m), östlich von Steinbach
- Roter Berg (auch Rotenberg) (406,9 m), nordöstlich von Rheinholterode
- Gehlenberg (388,6 m), östlich von Glasehausen
- namenlos (ca. 351 m), Landkreis Göttingen, südlich von Etzenborn
- Pfaffenberg (333,8 m), nördlich von Neuendorf
- Birkenberg (325,4 m), westlich von Hundeshagen

### Fließgewässer

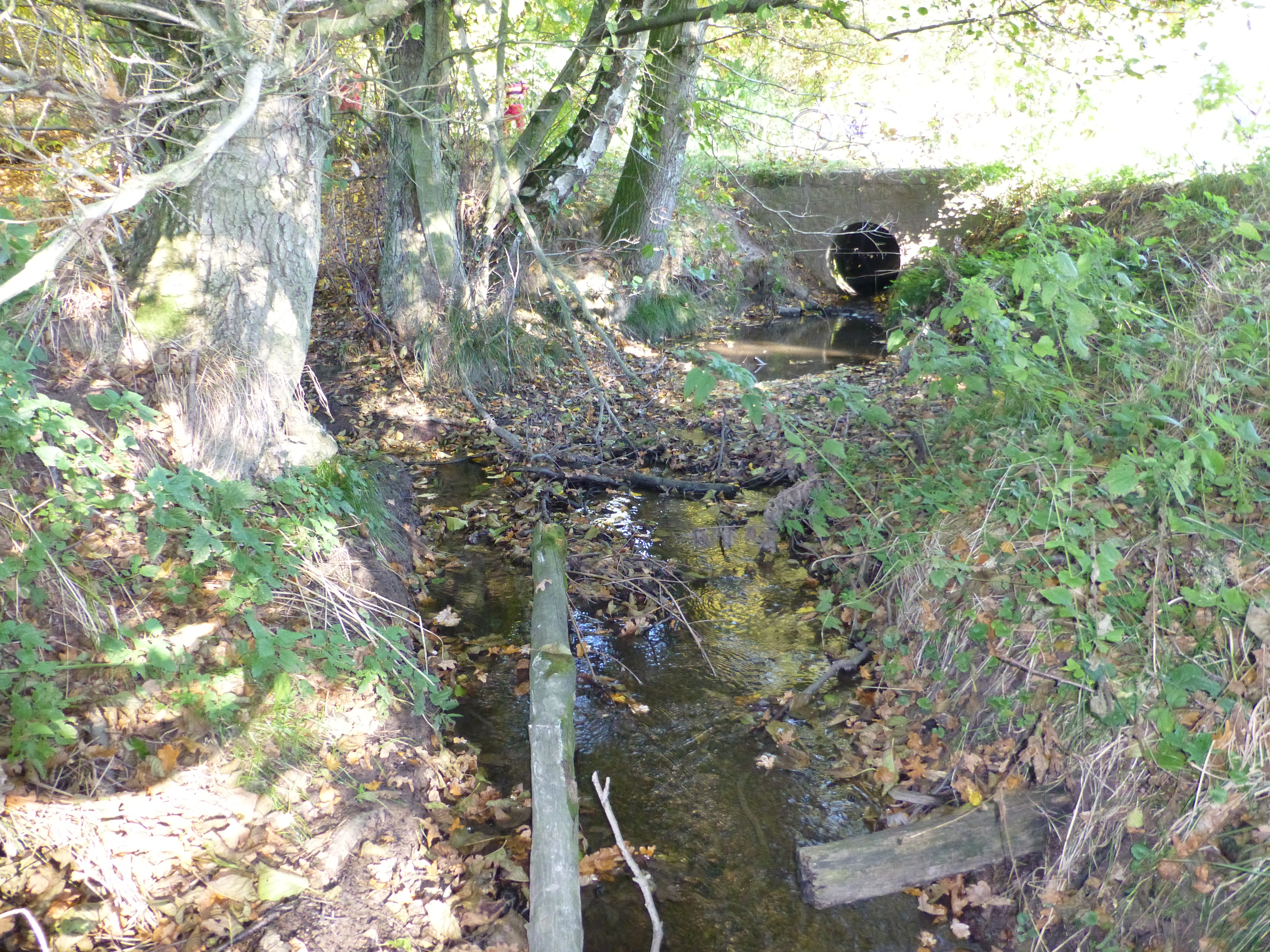
Der Zusammenfluss von Volsbach (rechts) und Haarbach (links) nördlich von Wingerode

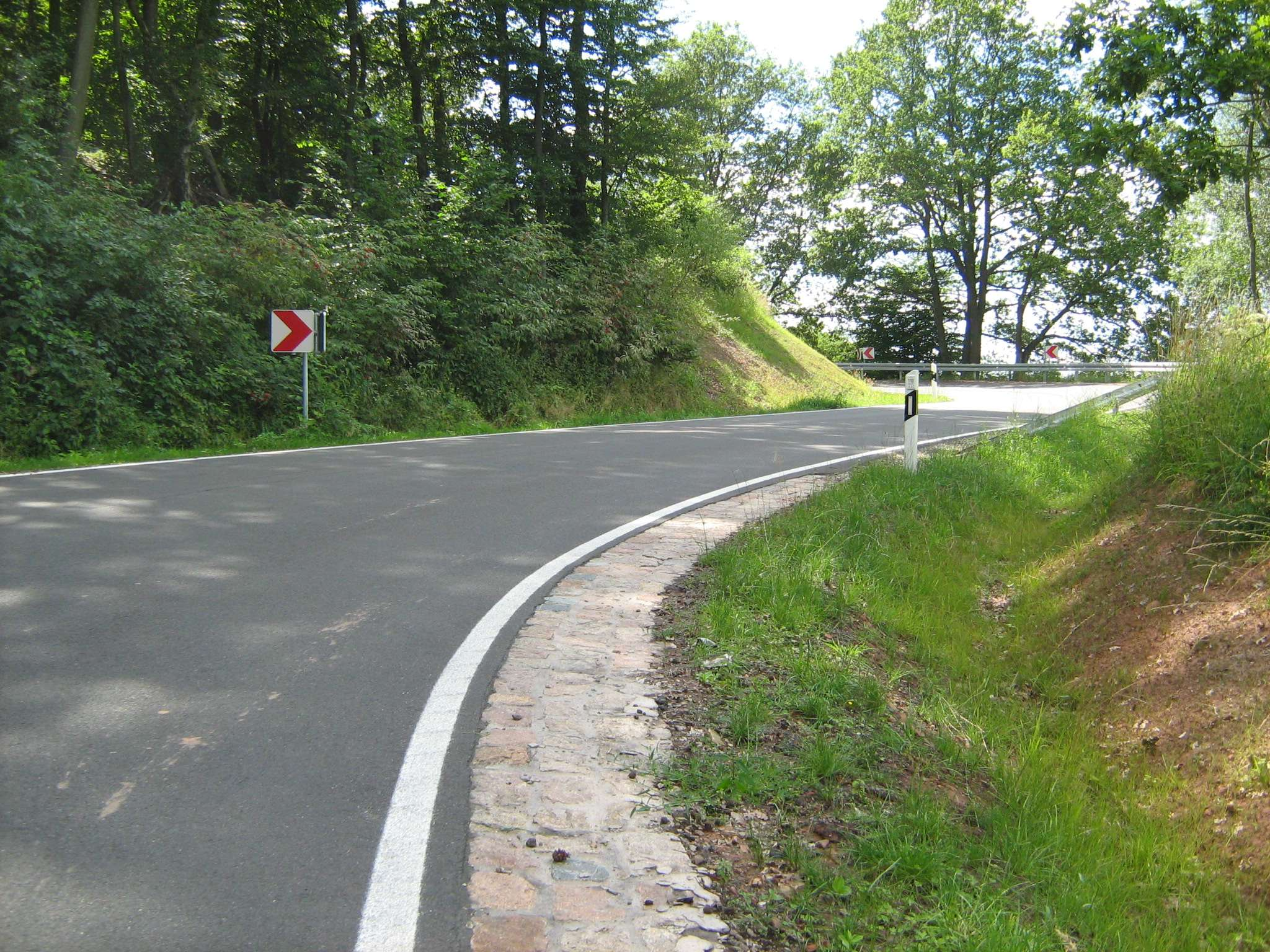
Die Landstraße zwischen Breitenbach und Hundeshagen am oberen Ende der Serpentinenstrecke

Der Zehnberg ist Quellgebiet zahlreicher Zuflüsse zur Leine:
- direkt am Oberlauf der Leine: Line, Volsbach, Haarbach, Etzelsbach, Wildwinkelbach

sowie der Leine-Nebenflüsse:
- Hahle: Nisse, Eichbach, Nathe
- Garte: Glasehäuser Bach

### Verkehr
Einige Landstraßen (L 1009 zwischen Günterode und Berlingerode, L 2016 zw. Breitenbach und Hundeshagen und die ehemalige L 2018 zw. Breitenbach und Steinbach) führen über die Kammlage, im Süden wird die Landschaft von der Bundesautobahn 38 begrenzt.

## Naturräumliche Zuordnung
Da der Höhenrücken kein Gebirgszug im klassischen Sinne darstellt, wird er den natürlichen Gegebenheiten (Steilabfall nach Norden und Plateau nach Süden) folgend zwei benachbarten Naturräumen zugeordnet:
- (zu 37 Weser-Leine-Bergland)
  - (375 Unteres Eichsfeld)
    - 375.1 Eichsfelder Hügelland

  - (374 Eichsfelder Becken)
    - 374.2 Duderstädter Becken

Umgebende Landschaften sind:
- Oberes Leinetal mit dem dahinter liegenden Dün im Süden
- Eichsfelder Hügelland im Westen
- Duderstädter Becken im Norden
- Ohmgebirge im Osten
- Eichsfelder Kessel im Südosten

Die Thüringer Landesanstalt für Umwelt und Geologie benutzt eine etwas gröbere eigene, nur landesweit existierende Gliederung, innerhalb derer die Landschaft in der Einheit  Nordthüringer Buntsandsteinland liegt.

## Landschaftsbild und Geologie

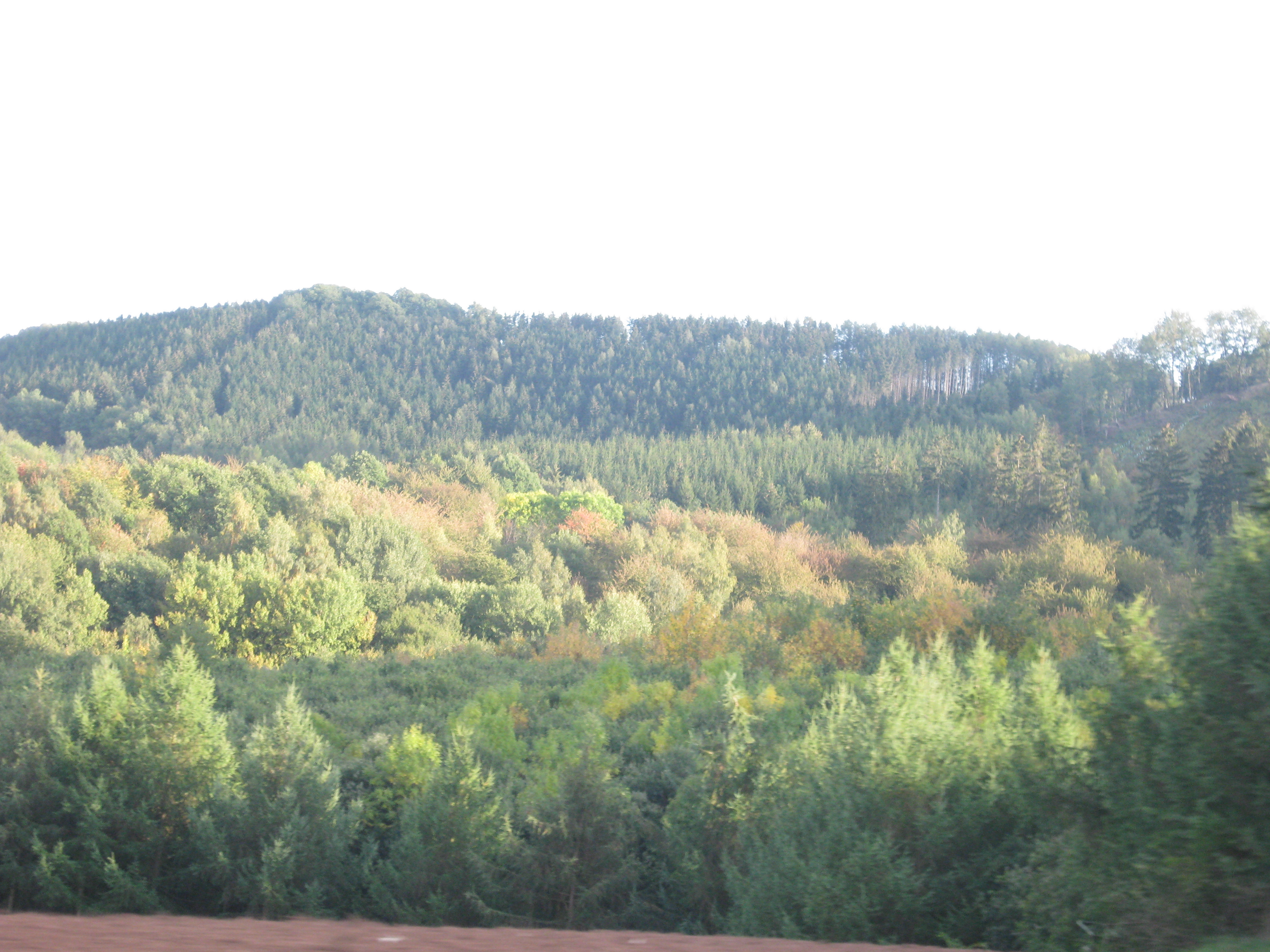
Der Steilhang am Übergang vom Unteren Eichsfeld zum Duderstädter Becken bei Berlingerode

Die geologische Grundlage des gesamten Höhenzuges besteht aus mittleren Buntsandstein, erst in den sich nördlich anschließenden Talniederungen in Niedersachsen tritt der untere Buntsandstein auf. Der den Gebirgscharakter bildende Steilabfall des Zehnsberges ist durch Auslaugung und Absenkung der unter dem Buntsandstein gelegenen Salzlager nördlich des Hauptkammes, dem heutigen Eichsfelder Becken, entstanden. Nach Süden bildet er ein zur oberen Leine abflachendes Plateau. Die auf der Nordseite zur Hahle entspringenden zahlreichen kleine Bachläufe gliedern den Steilabfall in einzelne Täler und Bergkuppen auf. Während die Berge im Südosten und die steileren Hänge überwiegend bewaldet (Nadel-Laub-Mischwälder) sind, werden das Plateau und die flacheren Hänge landwirtschaftlich genutzt.
Bei Etzenborn schließt sich nach Norden ein weiterer flacher Höhenrücken bis zum Sonnenberg bei Seulingen an, der die Beckenlandschaften der Goldenen Mark und von Sattenhausen trennt.

## Geschichtliches

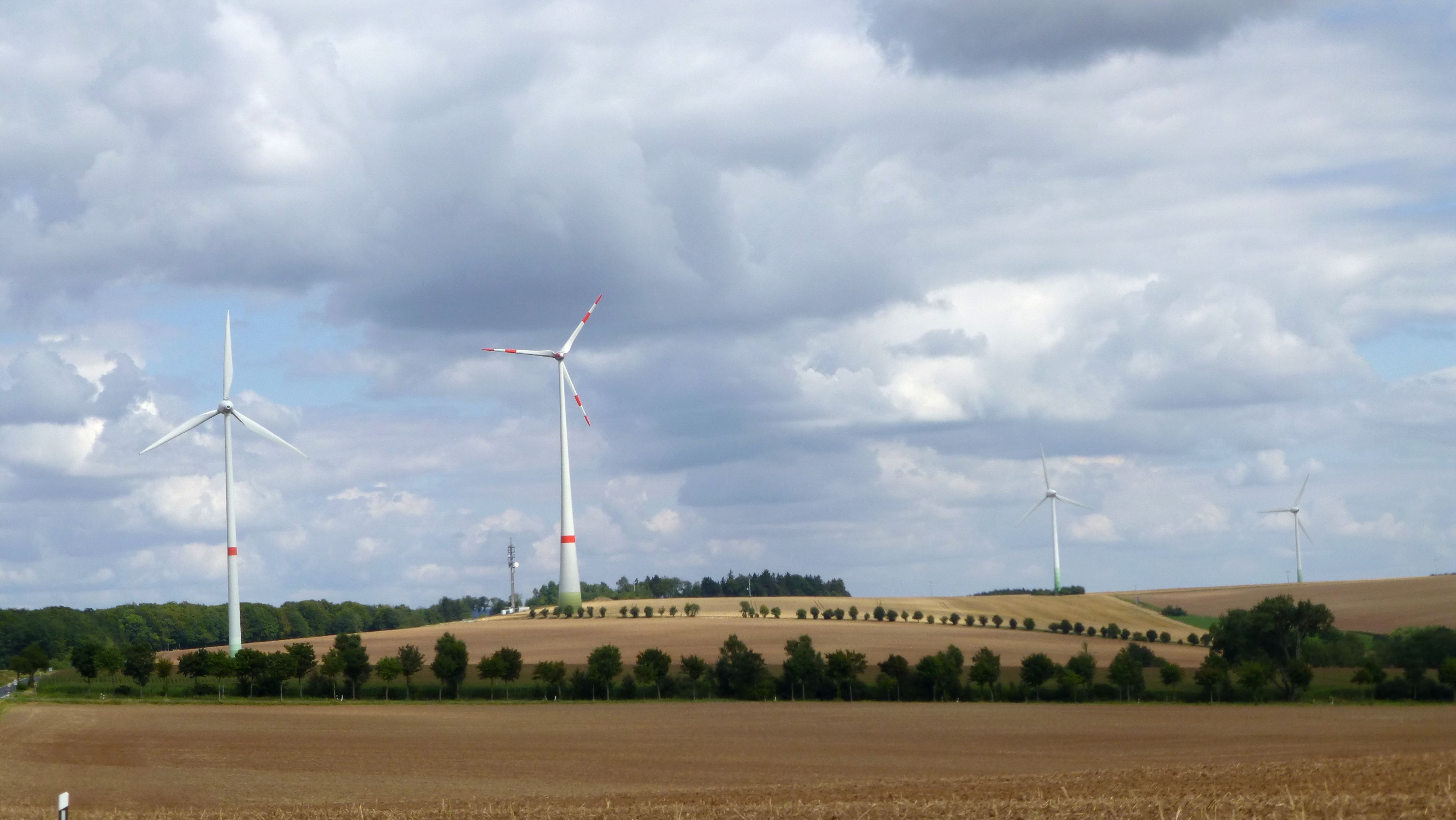
Der Windpark auf dem Rotenberg aus Richtung Günterode

Ob über den Höhenkamm zusammen mit dem Nordrand des Ohmgebirges die Besiedlungsgrenze zwischen der sächsischen und der thüringischen Bevölkerungsgruppen verlief, ist umstritten. Im Frühmittelalter war er aber Grenzland zwischen der Mark Duderstadt im Norden und dem Eichsfeldgau und dem Ohmfeldgau im Süden. Eine Landwehr für diesen Bereich ist nicht bekannt, allerdings existierten verschiedene Befestigungsanlagen wie die Graf Ernst Burg bei Wintzingerode, die Hägerwarte bei Berlingerode und die Scheideburg bei Weißenborn/Glasehausen (nicht sicher belegte Wallburg). Die Flurnamen Zinkspitze (früherer Name Zankspitze) und die Haderschere bei Hundeshagen weisen auch auf Streit und Zank in dieser Grenzgegend in früheren Zeiten hin. Die im Eichsfeld häufig vorkommenden Orts- und Wüstungsnamen auf -hagen verweisen ebenfalls auf eingehegte Siedlungen in der alten Grenzlage hin, so Queckhagen, Altenhagen, Hundeshagen und Bergeshagen.
Heute bildet dieser Höhenkamm noch die Sprachgrenze zwischen dem niederdeutschen und mitteldeutschen Dialekt im Eichsfeld sowie die Grenze zwischen dem Ober- und Untereichsfeld.

## Sehenswertes
Das Gebiet des Zehnsberges stellt mit seinen Wiesen, Äckern und Wäldern eine abwechslungsreiche Landschaft dar. Von einigen Punkten an der Abbruchkante des Plateaus hat man weite Aussichten nach Norden auf das Untereichsfeld, sowie von den südlichen Waldrändern auf das Obereichsfeld vom Ohmgebirge, über den Dün bis ins Obere Leinebergland. Im Bereich des Rotenberges befindet sich eine kleine Windparkanlage. Zu den Sehenswürdigkeiten gehören:
- Wallfahrtskapelle Etzelsbach
- freistehender Glockenstuhl der Kirche in Hundeshagen
- Bodendenkmal Alte Burg oder Burg Westernhagen bei Berlingerode
- Bodendenkmal Wüstung und Glashütte Volsbach bei Wingerode
- Forsthaus Zehnsberg mit Line-Quelle
- Kalte Linde und Kaisereiche als Naturdenkmal